# Kobiety-resztki
Kobieta-resztka (chiń. upr. 剩女 shèngnǚ) – określenie kobiety, która przekroczyła umowną granicę 27 lat i pozostaje niezamężna. Używane głównie w Chinach, ale również w Indiach, jak i w innych częściach Azji. Wcześniej miało wydźwięk negatywny, Xu Xiaomin („The China Daily”) opisał kobiety-resztki jako „grupę, z którą należy się liczyć”, oraz że powinno się traktować ten termin synonimicznie do kobiety sukcesu. Obecnie termin nabiera nowego znaczenia. Teraz „shengnü” to kobieta wyzwolona, która wybrała niezależność. Zazwyczaj są to dobrze zarabiające specjalistki z dużych miast.
Głównym powodem niezamężności kobiet często jest znalezienie odpowiedniego partnera, który posiadałby podobną pozycję społeczną i materialną. W Chinach małżeństwo nie jest związkiem dwóch osób, a dwóch rodzin i dwóch fortun. Coraz więcej młodych Chinek jest wykształconych, niezależnych i dobrze zarabiających, i nie chce na siłę wychodzić za mąż. Jednak nadal uważa się, że singielka po 30 to „resztka”, która została po odsianiu przez mężczyzn lepszych kandydatek na żony.
Termin równoległy dla mężczyzn to guanggun (chiń. upr. 光棍 guānggùn), dosłownie oznaczający „gołe gałęzie”, oznacza nieżonatych mężczyzn, którzy nie „dodają gałęzi” do drzewa rodzinnego. Jednakże termin ten nie jest używany tak powszechnie jak „kobiety-resztki”. Samotni mężczyźni powyżej określonego wieku są najczęściej nazywani złotymi kawalerami (chiń. upr. 黄金单身汉 huángjīn dānshēnhàn).

## Pochodzenie

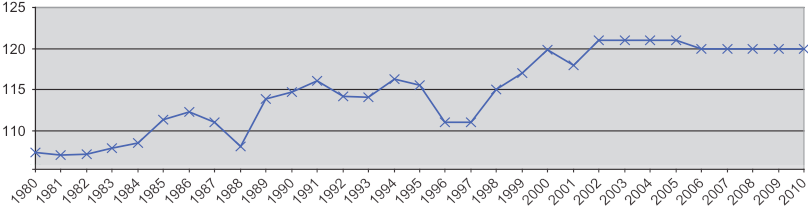
Współczynnik urodzeń mężczyzn do kobiet w Chinach

Zgodnie z tradycją, jeszcze do niedawna małżeństwa zawierane w młodym wieku były dość powszechnym zwyczajem. Niespełna 15 lat temu zaledwie 2% kobiet w wieku od 30 do 34 lat było niezamężnych, natomiast około 10% mężczyzn w tym wieku było kawalerami. Polityka jednego dziecka (program planowania rodziny) i aborcje selektywne pod względem płci (chęć posiadania syna, by przedłużyć nazwisko) doprowadziły do nieproporcjonalnego wzrostu równowagi płci w Chinach. Od czasu wprowadzenia w życie polityki jednego dziecka w 1979 r. urodziło się około 20 milionów więcej mężczyzn niż kobiet, czyli przypada około 120 mężczyzn na każde 100 kobiet.

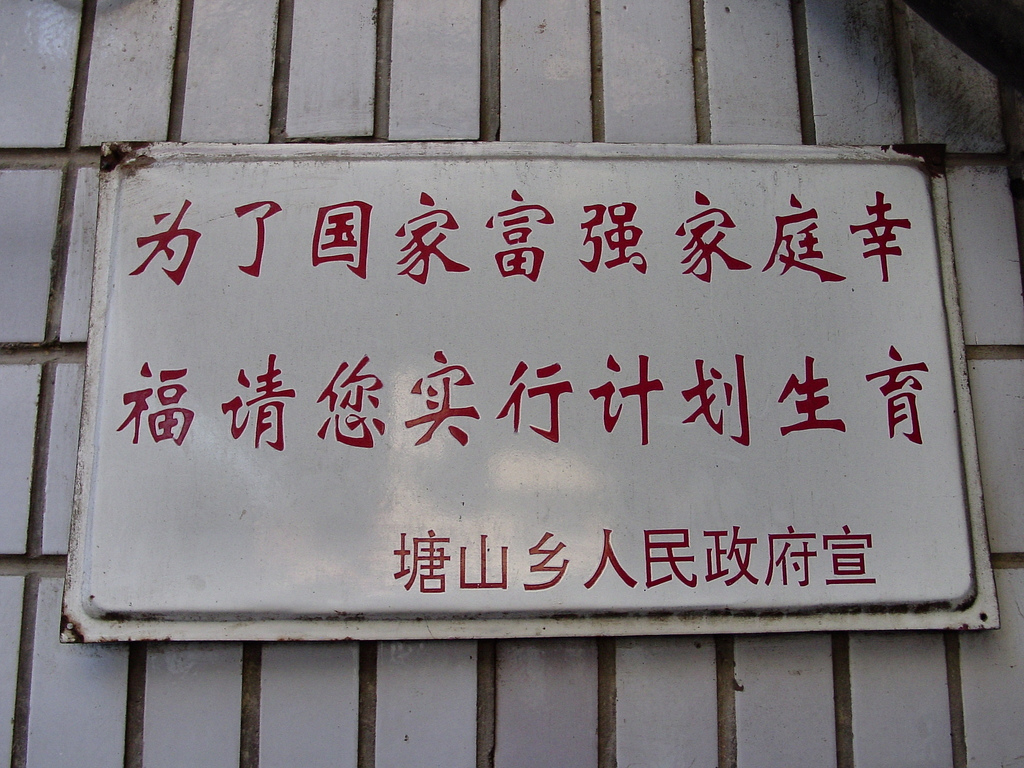
Tabliczka z zarządzeniem: „Dla dobra i bogactwa narodu oraz szczęścia rodziny, stosujcie planowanie rodziny”

Według gazety „New York Times” Rada Państwa Chińskiej Republiki Ludowej (Centralny Rząd Ludowy) wydała w 2007 r. edykt dotyczący programu planowania rodziny (polityka jednego dziecka) w celu zaradzenia coraz bardziej szerzącej się nierówności płci i traktowaniu go jako główne „zagrożenie dla stabilności społecznej”. Kobiety na tym samym stanowisku średnio zarabiają mniej niż mężczyźni, ponadto kobiecie trudniej jest znaleźć pracę.
Termin ten zyskał popularność w Szanghaju, a później rozprzestrzenił się w całym kraju. W 2007 r. Ministerstwo Edukacji Chińskiej Republiki Ludowej wydało oficjalne oświadczenie określające „kobiety-resztki” jako „niezamężne kobiety w wieku powyżej 27 lat” oraz dodano je do słownika. W kolejnym oświadczeniu ministerstwo rozszerzyło znaczenie słowa o „brak znalezienia męża” z powodu „zbyt wysokich oczekiwań wobec przyszłych partnerów”.

## Wpływ ruchu kobiet-resztek
Kobiety-resztki przy pomocy internetu i innych mediów by walczyć z piętnowaniem takich kobiet. SK-II, japońska marka produktów do pielęgnacji skóry rozpoczęła globalną kampanię o nazwie #changedestiny, aby wspierać i wzmacniać pozycję kobiet dotkniętych uprzedzeniami.

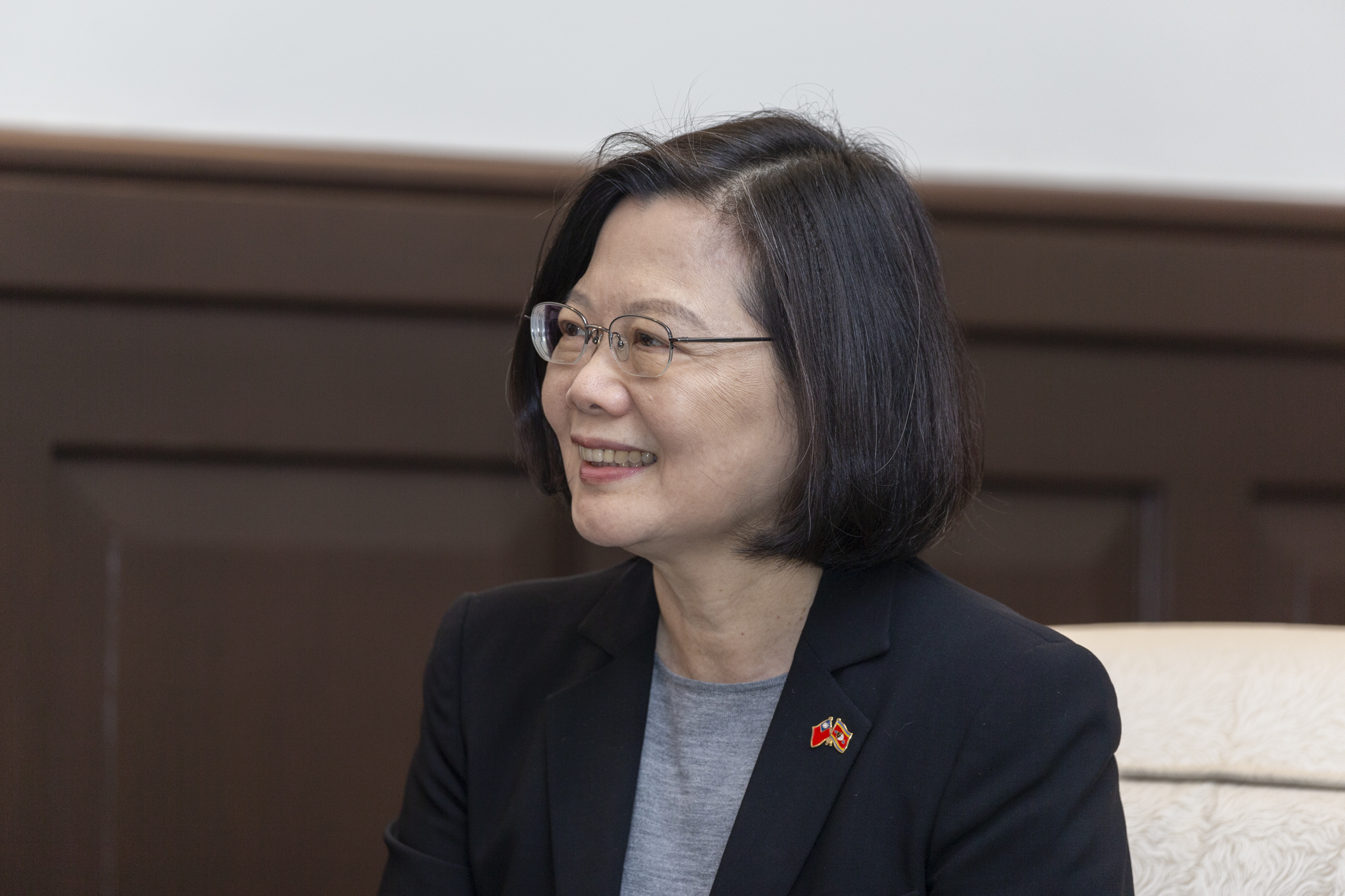
Prezydent Republiki Chińskiej Tsai Ing-wen, kobieta-resztka, która wygrała wybory prezydenckie w 2016 roku, jednocześnie zostając pierwszą kobietą prezydentem

Rząd Chiński jest znany z walki z rosnącym ruchem feministycznym w Chinach. Podczas Międzynarodowego Dnia Kobiet w 2015 r. feministki w Chinach zostały zatrzymane za publiczne podnoszenie świadomości na temat molestowania seksualnego w transporcie publicznym. Pięć kobiet w Pekinie zostało również aresztowanych i wysłanych do Biura Zatrzymań przez Biuro Bezpieczeństwa Publicznego za rozdanie naklejek feministycznych. W 2017 r. Women’s Voices, konto społecznościowe prowadzone przez najwybitniejsze chińskie feministki, zostało zawieszone bez konkretnego wyjaśnienia.
Tsai Ing-wen jest 59-letnią kobietą-resztką, a także pierwszą kobietą – prezydentem Republiki Chińskiej. Tsai Ing-Wen jest krytykowana za bycie niezamężnym prezydentem. Chińska gazeta państwowa Xinhua zawstydziła Tsai Ing-Wen, komentując: „Będąc samotną kobietą-politykiem, brakuje jej emocjonalnego napędzania miłością, nie ciągnie jej do 'domu', nie ma dzieci, o które mogłaby się troszczyć”.
Feministki w Chinach walczą o zmianę znaczenia kobietek-resztek (剩 女) na zwycięskie kobiety (胜 女), oba te słowa mają wymowę shengnü. Ruch ten ma cel podkreślenie niezależności, jaką uzyskały samotne kobiety. W rzeczywistości, w przeciwieństwie do wizerunku społecznego kobiet-resztek, bardzo często kobiety samodzielnie decydują się na takie życie, nie chcą być zależne od męża, ale również nie uznają bogactwa potencjalnego partnera jako ważnego kryterium, ale jednocześnie nie chcą, by wchodzono z nimi w związek ze względu na ich majątek lub pozycję społeczną.